# Ernst Zündorf
Ernst Zündorf (* 5. Dezember 1897 in Kolmar; † 1. Januar 1964 in Bensberg bei Köln) war ein deutscher Motorradrennfahrer.

## Karriere
Ernst Zündorf lebte während seiner aktiven Zeit in Köln. Sein erstes Rennen bestritt er im Juli 1922 auf der Tivolibahn in Straßburg. Aus diesem internationalen Wettbewerb ging er auf einer selbst vorbereiteten 500-cm³-Puch mit Riemenantrieb sogleich als Sieger hervor. Im Jahr darauf gewann er weitere Rennen auf einem Motorrad der wenig bekannten englischen Marke Ricardo.
Im Jahr 1924 wurde Zündorf Gesamtsieger beim Swinemünder Bäderrennen und eroberte den Großen Wanderpreis von Deutschland. Er fuhr dabei eine Zenith mit J.A.P.-Einbaumotor in der Klasse bis 1000 cm³. Dieser Erfolg rückte ihn in die erste Reihe der besten Fahrer Deutschlands. Auch beim DMV-Frühjahrsrennen auf der Berliner AVUS 1925 gewann er die große Klasse – erneut auf einer englischen Maschine, diesmal war es eine Brough Superior.
Zündorf war schon fast 30 Jahre alt, als er beim Eifelrennen zur Eröffnung des Nürburgrings im Juni 1927 hinter Favorit Toni Bauhofer den zweiten Platz auf der neuen 500er-Zweizylinder-DKW belegte. 1928 gelang ihm auf der Berliner AVUS sein erster großer DKW-Sieg. Auf dem Nürburgring gewann Zündorf Ende Mai beim Eifelrennen die Klasse über 500 cm³ und wurde Gesamtsieger. Beim Karlsruher Wildparkrennen erzielte er die schnellste Zeit des Tages. Auf dem Marienberger Dreieck feierte Zündorf 1929 im Halbliterrennen einen Start-Ziel-Sieg und ließ dabei BMW-Fahrer Ernst Jakob Henne hinter sich.
Trotz leckem Kühler gewann Ernst Zündorf auf DKW beim Meisterschaftsauftakt 1930 den 500er-Lauf zum Eilenriederennen in Hannover. Auch beim dritten Meisterschaftslauf – dem  Solitude-Rennen in Stuttgart – war Zündorf erfolgreich, diesmal mit einer BMW. Doch Ende August bei den Deutschen Bahnmeisterschaften brachte er noch einmal gleich mehrere Zschopauer DKW-Maschinen an den Start. Nachdem ihm in Heide und auf der Opelbahn in Rüsselsheim schon seit 1927 zahlreiche Erfolge bei Bahnrennen gelungen waren, belegte er 1930 mit der 175er und 350er jeweils den dritten Rang und auf der Halbliter-DKW erkämpfte sich Zündorf den deutschen Meistertitel.
Ernst Zündorf starb am 1. Januar 1964 in Bensberg nahe Köln im Alter von 66 Jahren.

## Statistik

### Erfolge
- 1930 – Deutscher 500-cm³-Bahnmeister auf DKW

### Rennsiege
| Jahr | Klasse   | Maschine        | Rennen                     | Strecke              |
| ---- | -------- | --------------- | -------------------------- | -------------------- |
| 1924 | 1000 cm³ | Zenith          | Swinemünder Bäderrennen    | Swinemünde           |
| 1925 | 1000 cm³ | Brough Superior | AVUS-Rennen                | AVUS                 |
| 1928 | 500 cm³  | DKW             | AVUS-Rennen                | AVUS                 |
| 1928 |          | DKW             | Karlsruher Wildparkrennen  | Karlsruhe            |
| 1928 | 750 cm³  | DKW             | Eifelrennen                | Nürburgring          |
| 1929 | 500 cm³  | DKW             | Marienberger Dreieckrennen | Marienberger Dreieck |
| 1930 | 500 cm³  | DKW             | Eilenriederennen           | Eilenriede           |
| 1930 | 1000 cm³ | BMW             | Rund um die Solitude       | Solitude-Rennstrecke |